# 獅子王リチャード
『獅子王リチャード』（ししおうリチャード、英語：King Richard and the Crusaders）は、1954年のアメリカ合衆国の映画。ウォルター・スコットが1825年に発表した小説「護符」（The Talisman）を原作としている。監督はデイヴィッド・バトラー。出演はレックス・ハリソンなど。

## キャスト
※括弧内は日本語吹替（初回放送1969年11月9日『日曜洋画劇場』）
- イルデリム：レックス・ハリソン（納谷悟朗）
- イディス姫：ヴァージニア・メイヨ（山東昭子）
- リチャード王：ジョージ・サンダース（天草四郎）
- ケネス卿：ローレンス・ハーヴェイ（広川太一郎）
- ジャイルズ卿：ロバート・ダグラス（英語版）

## スタッフ
- 監督：デイヴィッド・バトラー
- 製作：ヘンリー・ブランク
- 原作：ウォルター・スコット
- 脚本：ジョン・ツイスト
- 撮影：J・ペヴァレル・マーレイ
- 音楽：マックス・スタイナー